# Coccophagus spectabilis
Coccophagus spectabilis är en stekelart som beskrevs av Compere 1931. Coccophagus spectabilis ingår i släktet Coccophagus och familjen växtlussteklar.
Artens utbredningsområde är:
- Eritrea.
- Kenya.
- Uganda.

Inga underarter finns listade i Catalogue of Life.